# Podocarpus costalis
Podocarpus costalis là một loài thực vật hạt trần trong họ Thông tre, được tìm thấy ở Philippines và Đài Loan. Loài này được C.Presl miêu tả khoa học đầu tiên năm 1851. Chúng đang bị đe dọa do mất môi trường sống. 